# Бадо, Рафаэль
Рафаэль Бадо (исп. Rafael Bado; род. 30 декабря 1984, Ла-Линеа-де-ла-Консепсьон, Андалусия) — испанский и гибралтарский футболист, полузащитник. Выступал за сборную Гибралтара.

## Биография

### Клубная карьера
Начинал играть в футбол в середине 2000-х в испанских любительских и полупрофессиональных командах. В 2011 году перебрался в Гибралтар, где стал игроком клуба «Линкс», в составе которого провёл четыре сезона, в том числе два сезона, разыгранных уже после вступления Гибралтара в УЕФА. В 2015 году подписал контракт с «Лайонс Гибралтар», а с 2016 года стал играющим тренером команды и провёл в этом статусе два сезона. Летом 2018 года перешёл в клуб «Монс Кальп», но уже в январе 2019 вернулся «Лайонс Гибралтар». В марте 2019 года Футбольная ассоциация Гибралтара дисквалифицировала Бадо на 8 месяцев за нарушение правил ассоциации в отношении ставок на спорт.

### Карьера в сборной
Дебютировал за сборную Гибралтара 7 сентября 2014 года в матче отборочного турнира чемпионата Европы 2016 против сборной Польши, в котором был заменён в перерыве. Также вызывался в сборную в октябре и ноябре того же года и принял участие ещё в одном матче против Ирландии. В дальнейшем за сборную не выступал.